# Сежа (Нижньогородська область)
Сежа (рос. Сежа) — присілок в Ветлузькому районі Нижньогородської області Російської Федерації.
Населення становить 10 осіб. Входить до складу муніципального утворення Мошкинська сільрада.

## Історія
Від 2009 року входить до складу муніципального утворення Мошкинська сільрада.

## Населення
| 1897 | 1907 | 1916 | 1999 | 2002 | 2010 |
| ---- | ---- | ---- | ---- | ---- | ---- |
| 150  | ↗203 | ↗211 | ↘30  | ↘18  | ↘10  |